# Нике от Самотраки
Нике от Самотраки (на гръцки: Νίκη της Σαμοθράκης) е древногръцка статуя, намерена на остров Самотраки и изобразяваща богинята на победата Нике.
Между 3 и 2 век пр.н.е. статуя на Нике е поставена върху стръмна скала на остров Самотраки на входа на пристанището върху пиедестал с формата на корабен нос. През 1863 г. много фрагменти от тази статуя са намерени от френския консул и любител археолог Шарл Шампоазо, но главата и ръцете ѝ не са открити. Статуята на Нике от Самотраки се намира в Лувъра, докато гипсова реплика стои в музея на първоначалното място в Светилището на великите богове в Самотраки. Многобройни копия съществуват в музеи и галерии по света; едно от най-добре познатите стои до казиното „Сизърс Палас“ в Лас Вегас. Фигурката над радиатора „Spirit of Ecstasy“ (Духът на Екстаза) на Ролс-Ройс е базирана на Нике от Самотраки.
„Победата“ е една от великите оцелели шедьоври на скулптурата от елинистичния период, въпреки факта че фигурата е значително повредена, а главата и ръцете ѝ липсват. Скулптурът е непознат (вероятно от остров Родос), датирана е към периода 220 – 190 г. пр.н.е. (въпреки че според някои учени е по-ранна – от 250 пр.н.е. или по-късна – от 180 г. пр.н.е.). Несъмнено паралелите с фигурите и драпериите от Пергамския олтар (датиран към 170 пр.н.е.) изглеждат очевидни. Частичен надпис на основата на статуята включва думата „Родиос“ („Родос“), сочещо, че със статуята трябвало да се отпразнува военноморска победа на Родос, по това време най-мощната морска държава в района на Егейско море. Археологическият музей в Самотраки обаче казва, че статуята била дарение, направено от македонския генерал Деметрий I Полиоркет след военноморската му победа над Кипър. Това би датирало статуята най-рано към 228 г. пр.н.е.
Първоначално намираща се в нишата на открития амфитеатър, скулптурата вероятно служи като олтар, с гледка към запазения кораб на Деметрий I Полиоркет и неговата сложна защитна сграда. Статуята е стояла на носа на кораб и представяла слизащата от небето към флотата богиня. Направена от бял пароски мрамор, фигурата (висока 3,28 m, включително крилата) първоначално формирала част от Светилището на великите богове. Преди да загуби ръцете си, Нике вероятно е свирила хвалебствен химн на тръба, както е показано на монети. Постаментът е направен от сив мрамор от Лартос. Статуята е била събирана на части от първоначалното ѝ откриване през 1863 г. Носът бил открит от Шампоазо през 1879 г. и реконструиран на място, преди да бъде откаран с кораб до Париж. Дясното крило е симетрична гипсова отливка на оригиналното ляво. Оттогава са били открити различни други фрагменти: през 1950 г. една от ръцете на статуята била открита на Самотраки и сега е в стъклен сандък в Лувъра, близо до подиума, на който е статуята. Ръцете от китката надолу и главата не са намерени.
Статуята показва майсторство на форма и движение, което е вдъхновявало критици и творци от откриването ѝ – особено се възхищават на естествената поза и изразяването на драпираните дрехи на фигурата, които все едно се веят от силен морски бриз. Скоро тя станала културна икона, на която творците отговаряли по различни начини. Когато Филипо Томазо Маринети издал своя „Футуристичен манифест“ през 1908 г., той избрал да контрастира своето движение със статичните артистични сантименталности на Крилатата Виктория: „Ревящ автомобил, който ще потегли като куршум, е по-красив от Крилатата Виктория от Самотраки“.
„Виктория“ е едно от най-великите съкровища на Лувъра, а днес е показана по по-драматичен начин, на „Daru staircase”. Много хора смятат, че липсата на главата и ръцете повишава стойността на статуята като свръхестествена. Различното завършване на страните ѝ е довело до мнението, че тя е трябвало да бъде гледана от ляво в 3/4.
Статуята е била любима на Франк Лойд Райт, който използва нейни репродукции в много свои сгради, включително „Уард Уилитс Хауз“, „Дарвин Д. Мартин Хауз“ и „Сторър Хауз“.